# José de la Vega Sánchez
José de la Vega Sánchez (Córdoba, 12 augustus 1929 – Madrid, 28 april 2010) was een Spaans componist en dirigent.

## Leven
Hij studeerde aan het Conservatorio Superior de Música "Rafael Orozco" te Córdoba en aan het Real Conservatorio Superior de Música de Madrid in Madrid. Bij het Orquesta Sinfónica de RTVE was hij als violist werkzaam en was professor voor viool en compositie. Aan het Radio Nacional de España was hij leidder van het muzikale programma en verantwoordelijk voor radio clásica.
Hij was medeoprichter van de Concurso de marchas procesionales de Sevilla. Voor het Orquesta Bética Filarmónica de Sevilla schreef hij medere opdrachtwerken.

## Composities

### Werken voor orkest
- 1982 rev. 1988 Tres Piezas populares Españolas, voor contrabas solo en orkest
  1. Andaluza (Polo)
  2. Castellana (Tonada)
  3. Aragonesa (Jota)

### Werken voor banda (harmonieorkest)
- 1981 Esperanza, Divina Enfermera
- 1985 Tres Piezas populares Españolas, voor contrabas solo en banda
  1. Andaluza (Polo)
  2. Castellana (Tonada)
  3. Aragonesa (Jota)
- 1990 Valle de Sevilla
- 2000 Servitas de San Marcos
- 2003 Triana, tu Esperanza
- 2006 Pasión por Macarena
- Cristo de la Providencia
- Homenaje
- Pilar, paso-doble

- Biblioteca Nacional de España: XX1037436
- International Standard Name Identifier: 0000 0003 6797 5323
- Virtual International Authority File: 233524657
- WorldCat: E39PBJk4DKv3pm37tM3hTTdfbd